# Joaquín Lorenzo Villanueva
Joaquín Lorenzo Villanueva, född den 10 augusti 1757 i Xàtiva, död den 25 mars 1837 i Dublin, var en spansk författare och politiker. 
Villanueva var medlem av cortes 1813–1820, utnämndes till minister vid påvestolen 1822, där han emellertid inte blev mottagen på grund av sina jansenistiska åsikter. Utsatt för politiska förföljelser, emigrerade han till England, där han publicerade sin autobiografi (Vida literaria, 1825). Senare bosatte han sig på Irland. Villanuevas litterära verksamhet rörde sig på många områden. De mest betydande av hans arbeten är De la leccion de la Sagrada Escritura en lenguas vulgares (1791), Tratado de la divina providencia, omfattande 8 böcker på vers och prosa, Viaje literario á las iglesias de España, El Kempis de los literatos, El jansenismo med flera av religiöst innehåll. Villanueva utgav för övrigt Poesías dìversas (4 band), Diccionario etimológico de España y Portugal, Glosario latino del Fuero Juego, Cartas hibírnices (över hans resor på Irland) med mera. Villanueva utgav även tidskriften Ocios de españoles emigrados (London). Hans verk finns publicerade i Rivadeneiras Biblioteca de autores españoles, band 57. Villanuevas namn är intaget i Spanska akademiens Catálogo de autoridades de la lengua, och han var ledamot av Spanska akademien och av Real Academia de la Historia.